# Sunshine Stars Football Club 2012-2013
Questa voce raccoglie le informazioni riguardanti il Sunshine Stars Football Club nelle competizioni ufficiali della stagione 2012-2013.

## Rosa
| N. |                    | Ruolo | Calciatore                |
| -- | ------------------ | ----- | ------------------------- |
| 1  | Nigeria (bandiera) | P     | Segun Oluwaniyi           |
| 2  | Camerun (bandiera) | C     | Medrano Ngathie Temen     |
| 3  | Camerun (bandiera) | D     | Isaac Hale                |
| 5  | Nigeria (bandiera) | D     | Solomon Kwambe            |
| 6  | Nigeria (bandiera) | D     | Gbenga Okunowo            |
| 7  | Nigeria (bandiera) | A     | Shakibu Atanda            |
| 8  | Nigeria (bandiera) | A     | John Owoeri               |
| 9  | Nigeria (bandiera) | A     | Dayo Ojo                  |
| 10 | Nigeria (bandiera) | C     | Eyibe Arinzechukwu Austin |
| 11 | Nigeria (bandiera) | C     | Ibrahim Ajani             |

| N. |                    | Ruolo | Calciatore                  |
| -- | ------------------ | ----- | --------------------------- |
| 13 | Nigeria (bandiera) | C     | Abiodun Kayode              |
| 14 | Nigeria (bandiera) | D     | Godfrey Oboabona (capitano) |
| 15 | Nigeria (bandiera) | C     | Ado Ali                     |
| 17 | Nigeria (bandiera) | A     | Osas Idehen                 |
| 18 | Nigeria (bandiera) | D     | Ofem Inah                   |
| 21 | Nigeria (bandiera) | P     | Moses Ocheje                |
| 22 | Nigeria (bandiera) | A     | Harrison Egbune             |
| 23 | Nigeria (bandiera) | P     | Henry Ayodele               |
| 24 | Nigeria (bandiera) | D     | Tosin Yunusa                |
| 25 | Nigeria (bandiera) | D     | Precious Osaco              |